# Skály (okres Strakonice)
Skály jsou obec v okrese Strakonice v Jihočeském kraji. Leží zhruba jedenáct kilometrů jihovýchodně od Strakonic. Žije zde 79 obyvatel.

## Historie
První písemná zmínka o obci pochází z roku 1334.

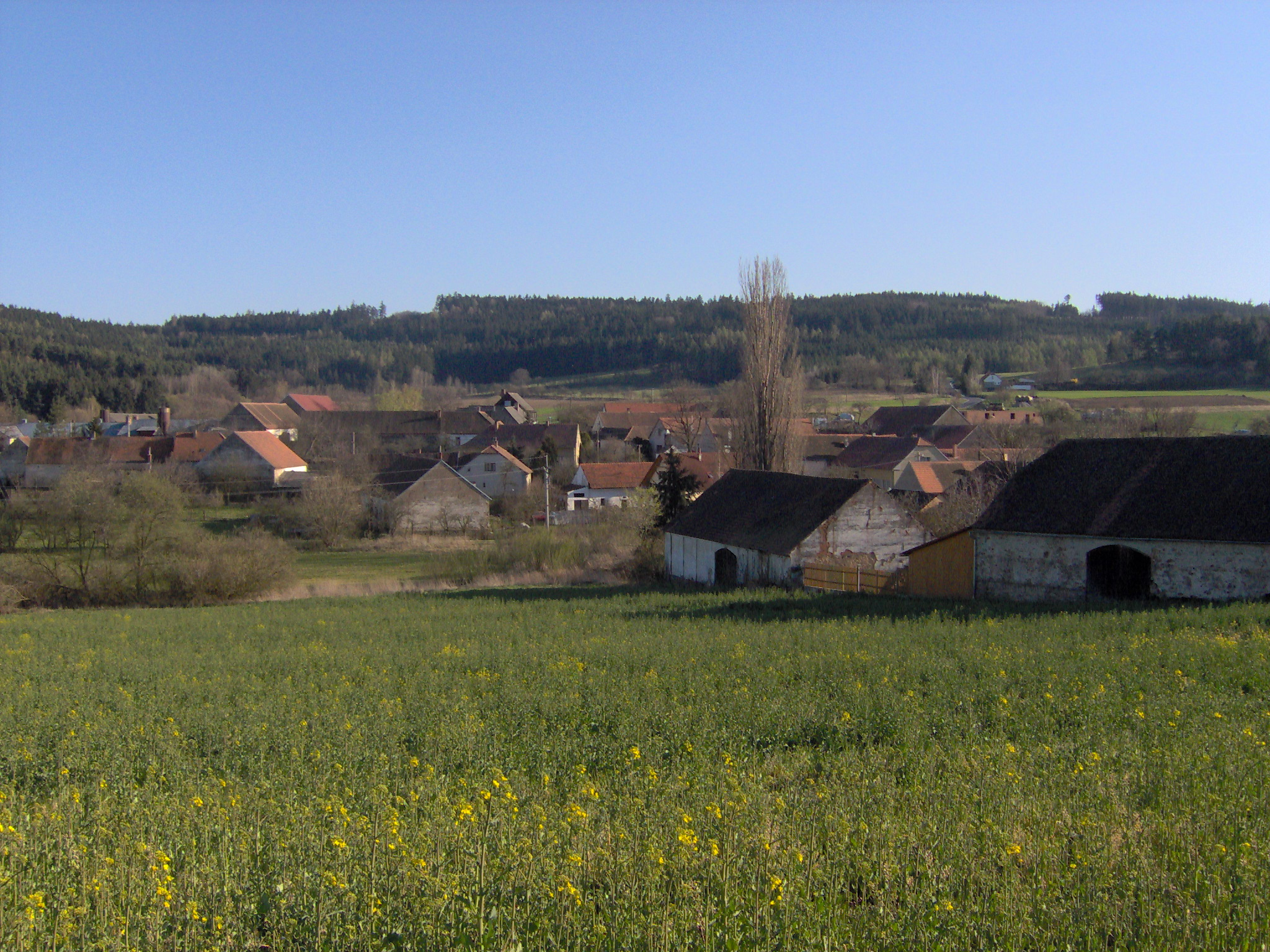
Pohled na Skály ze severu

## Obyvatelstvo
| Rok            | 1869 | 1880 | 1890 | 1900 | 1910 | 1921 | 1930 | 1950 | 1961 | 1970 | 1980 | 1991 | 2001 | 2011 | 2021 |
| -------------- | ---- | ---- | ---- | ---- | ---- | ---- | ---- | ---- | ---- | ---- | ---- | ---- | ---- | ---- | ---- |
| Počet obyvatel | 211  | 260  | 223  | 184  | 200  | 199  | 191  | 153  | 145  | 109  | 100  | 77   | 81   | 66   | 70   |
| Počet domů     | 33   | 34   | 35   | 35   | 35   | 35   | 35   | 36   | 33   | 28   | 30   | 31   | 33   | 34   | 36   |

## Obecní správa
Mezi lety 1869–1950 Skály byly obcí v okrese Strakonice. V letech 1961–1975 patřily jako část obce ke Kváskovicím. Od 1. července 1975 do 23. listopadu 1990 patřily jako část obce k Paračovu a od 24. listopadu 1990 jsou opět samostatnou obcí. V letech 1850–1909 k obci patřily Kváskovice.

### Obecní symboly
Znak a vlajka byly obci uděleny rozhodnutím předsedy Poslanecké sněmovny Parlamentu České republiky dne 21. června 2018.